# Петровка (Верхнеднепровский район)
Петровка (укр. Петрівка) — село,
Малоалександровский сельский совет,
Верхнеднепровский район,
Днепропетровская область,
Украина.
Код КОАТУУ — 1221086607. Население по переписи 2001 года составляло 71 человек.

## Географическое положение
Село Петровка находится на расстоянии в 0,5 км от села Адалимовка и в 1,5 км от села Калиновка.
По селу протекает пересыхающий ручей с запрудой.
Рядом проходит железная дорога, станция Платформа 114 км.

## Экономика
- Карьеры по добыче комплексных титановых руд (ильменит, циркон) открытым способом.